# Pelstekelstaarteekhoorn
De Pelstekelstaarteekhoorn (Anomalurus pelii) is een knaagdier uit de familie stekelstaarteekhoorns dat voorkomt van Guinee in het westen tot Ghana in het oosten.
Deze soort wordt 40 tot 46 cm lang, heeft een staart van 32 tot 45 cm en weegt 1300 tot 1800 gram. Hij heeft een zwarte rug en een zwart gezicht, behalve rond de oren en de bek. Ook de onderkant en de staart zijn wit. Hij leeft in natte, hoge bossen met veel grote bomen, is 's nachts actief en eet fruit, bladeren en bloemen.